# Manzanares
Manzanares ou, na sua forma portuguesa, Mançanares é um município da Espanha na província de Ciudad Real, comunidade autónoma de Castilla-La Mancha, de área 474,2 km² com população de 18791 habitantes (2007) e densidade populacional de 38,62 hab/km².

## Economia
Manzanares é centro agrícola manchego, com cereais, vinhas, olivais,. Existem indústrias alimentares e de produtos químicos.

## Monumentos
- Castelos de Peñarroya e dos Cavaleiros de Calatrava.

## Turismo
Existe um Parador (pousada) Nacional.

## Demografia
| Variação demográfica do município entre 1991 e 2004. | Variação demográfica do município entre 1991 e 2004. | Variação demográfica do município entre 1991 e 2004. | Variação demográfica do município entre 1991 e 2004. |
| ---------------------------------------------------- | ---------------------------------------------------- | ---------------------------------------------------- | ---------------------------------------------------- |
| 2004                                                 | 2001                                                 | 1996                                                 | 1991                                                 |
| 18344                                                | 17917                                                | 18097                                                | 17                                                   |